# عملية الجوز 2: مجنون بالفطرة
عملية الجوز 2: مجنون بالفطرة (بالإنجليزية: The Nut Job 2: Nutty by Nature)‏ هو فيلم كوميدي أمريكي، من إخراج كال برونكر وسيناريو من كتابة برونكر وبوب بارلين وسكوت بيندلي. الفيلم تكملة لـ عملية الجوز (2014).

## التمثيل الصوتي
- ويل أرنيت
- مايا رودولف
- جاكي شان
- كاثرين هيغل
- بوبي موينيهان
- بوبي كانافال
- إيزابيلا مونير
- جيف دنهام
- غابرييل إغليسياس

## روابط خارجية
- عملية الجوز 2: مجنون بالفطرة على موقع IMDb (الإنجليزية)
- عملية الجوز 2: مجنون بالفطرة على موقع ميتاكريتيك (الإنجليزية)
- عملية الجوز 2: مجنون بالفطرة على موقع روتن توميتوز (الإنجليزية)
- عملية الجوز 2: مجنون بالفطرة على موقع نتفليكس (الإنجليزية)
- عملية الجوز 2: مجنون بالفطرة على موقع قاعدة بيانات الأفلام العربية
- عملية الجوز 2: مجنون بالفطرة على موقع ألو سيني (الفرنسية)
- عملية الجوز 2: مجنون بالفطرة على موقع أول موفي (الإنجليزية)
- عملية الجوز 2: مجنون بالفطرة على موقع بوكس أوفيس موجو (الإنجليزية)
- عملية الجوز 2: مجنون بالفطرة على موقع فيلمافينيتي (الإسبانية)
- عملية الجوز 2: مجنون بالفطرة على موقع قاعدة بيانات الأفلام السويدية (السويدية)